# Hayashi Kinpō
Hayashi Kinpō est un nom japonais traditionnel ; le nom de famille (ou le nom d'école), Hayashi, précède donc le prénom (ou le nom d'artiste).
 (décembre 2023).
Si vous disposez d'ouvrages ou d'articles de référence ou si vous connaissez des sites web de qualité traitant du thème abordé ici, merci de compléter l'article en donnant les références utiles à sa vérifiabilité et en les liant à la section « Notes et références ».
Hayashi Kinpō (林錦峯), aussi connu sous les noms de Hayashi Kanjun ou Hayashi Nobutaka, né en 1767 et décédé à l'âge de 29 ou 30 ans le 28 mai 1793, est un lettré néo-confucéen de l'école Cheng-Zhu, administrateur du système des hautes études du shogunat Tokugawa durant l'époque d'Edo. Il fait partie des lettrés confucéens du clan Hayashi.
En 1790, l'édit de Kansei fait du néoconfucianisme la doctrine officielle et seule religion autorisé à l'enseignement du pays. Hayashi Kinpō meurt sans enfants en 1793, ce qui éteint la lignée directe depuis Hayashi Razan. La même année, le shogun Tokugawa Ienari, sous l'influence du clan Iwamura de la province de Mino, nomme le fils de Matsudaira Norimori héritier de Kinpō sous le nom de Hayashi Jussai.